# Брно-Главный
Брно-Главный (чеш. Brno hlavní nádraží, сокращенно Brno hl. n.) — крупнейший пассажирский железнодорожный вокзал и главная железнодорожная станция в Брно. Станция функционирует с 1839 года и вместе со станцией Бржецлав, открытой также в 1839 году, является старейшей железнодорожной станцией в Чешской Республике.
Здание вокзала находится на южной окраине исторического центра Брно, на месте снесенных городских крепостных стен, на южной стороне улицы Надражни (в пер. с чеш. — «Вокзальной»). Вокзал находится всего в нескольких минутах ходьбы от главных достопримечательностей Брно.
Станция занимает весьма обширную территорию: северная ее горловина расположена за виадуком Кршенова (назван по историческому району старого города Брно, где он находится), южная горловина находится у моста через реку Свратку, который является остатком Венского виадука, по которому изначально проходила трасса линии на Вену.
Станция Брно-Главный лежит на трассе Первого железнодорожного транзитного коридора Чехии, который пересекает страну с севера на юго-восток, от Дечина до Бржецлава, и является важным транспортным узлом. Через станцию проходят марщруты семи железнодорожных линий Чехии.
Станция имеет шесть платформ.  Прямо перед зданием вокзала находится терминал городского транспорта «Брно-Главный», через который проходит бо́льшая часть трамвайных линий Брно.
С 1983 года комплекс зданий и сооружений станции Брно-Главный (среди них вокзал, прижелезнодорожный почтамт, виадук Кршенова) считается памятником культуры Чешской Республики и охраняется государством.

## История

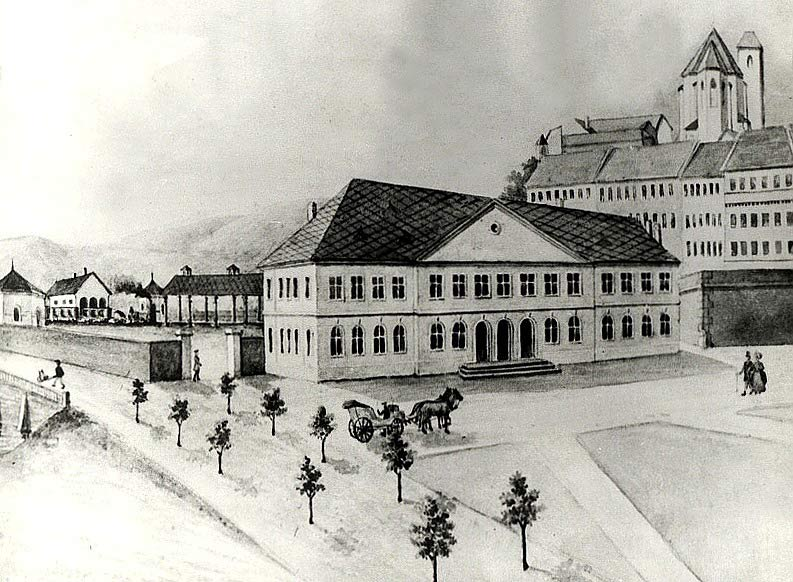
Первое здание железнодорожного вокзала Брно с сентября 1838 г.

### Первый вокзал
Станция Брно-Главный была построена в 1838 году и является одной из первых железнодорожных станций в мире. Брно-Главный была конечной станции на линии Вена — Брно, одной из ветвей Северной железной дороги Императора Фердинанда. Вследствие этого первый вокзал станции Брно-Главный был спроектирован австрийским архитектором и инженером путей сообщения Антоном Юнглингом как тупиковый вокзал. 16 ноября 1838 года от станции началось испытательное движение поездов, осуществлялись также «выставочные» рейсы (первый поезд по маршруту Брно - Райград прошел 15 декабря 1838 года). 7 июля 1839 года станция Брно-Главный была полностью сдана в коммерческую эксплуатацию. Поезда пошли до Вены. 144-километровый путь от Вены до Брно поезд проходил за 4 с четвертью часа.

### Второй вокзал

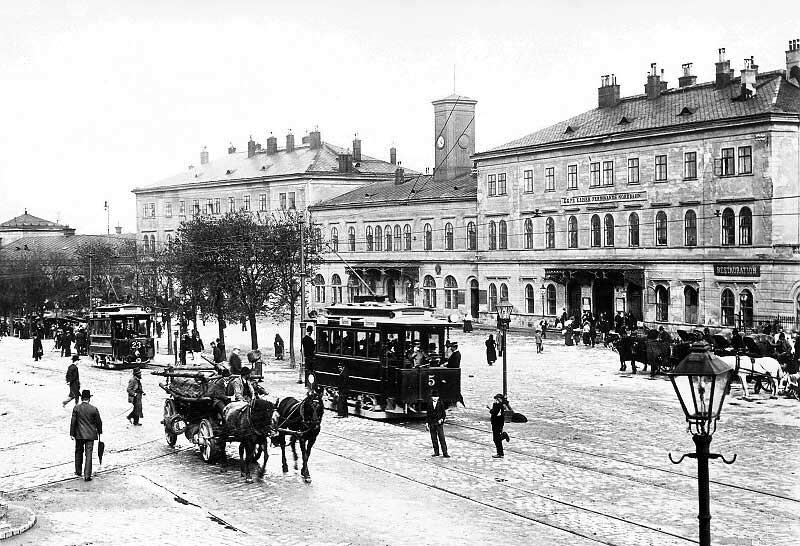
Вокзал до реконструкции (1901–1902)

В 1849 году станция Брно-Главный после строительства Северной государственной железной дороги в направлении на Ческа-Тршебова и далее на Прагу, из тупиковой стала промежуточной. Старое здание тупикового вокзала было снесено, а вместо него были построены два разных здания для двух железнодорожных компанний, Северной железной дороги Императора Фердинанда, осуществляющей движение поездов в южном направлении на Вену, и Северной государственной железной дороги, осуществляющей движение в южном направлении на Прагу. Их также спроектировал и построил Антон Юнглинг.
Вокзалы эти представляли собой трехэтажные флигеля, соединенные двухэтажным корпусом с часовой башней, который являлся общим вестибюлем для двух фактически разных вокзалов. Каждый из них носил собственное имя, по названию обслуживающих их компаний, Северный вокзал и Государственный вокзал соответственно (нем. Nordbahnhof и Staatsbahnhof).
Интересно, что и станции при этих вокзалах считались разными, хотя и находились буквально в полусотне метров друг от друга, поскольку управлялись разными компаниями, к тому же с разной формой собственности: государственной Северной железной дорогой и частной Северной железной дорогой Императора Фердинанда.

### Третий вокзал

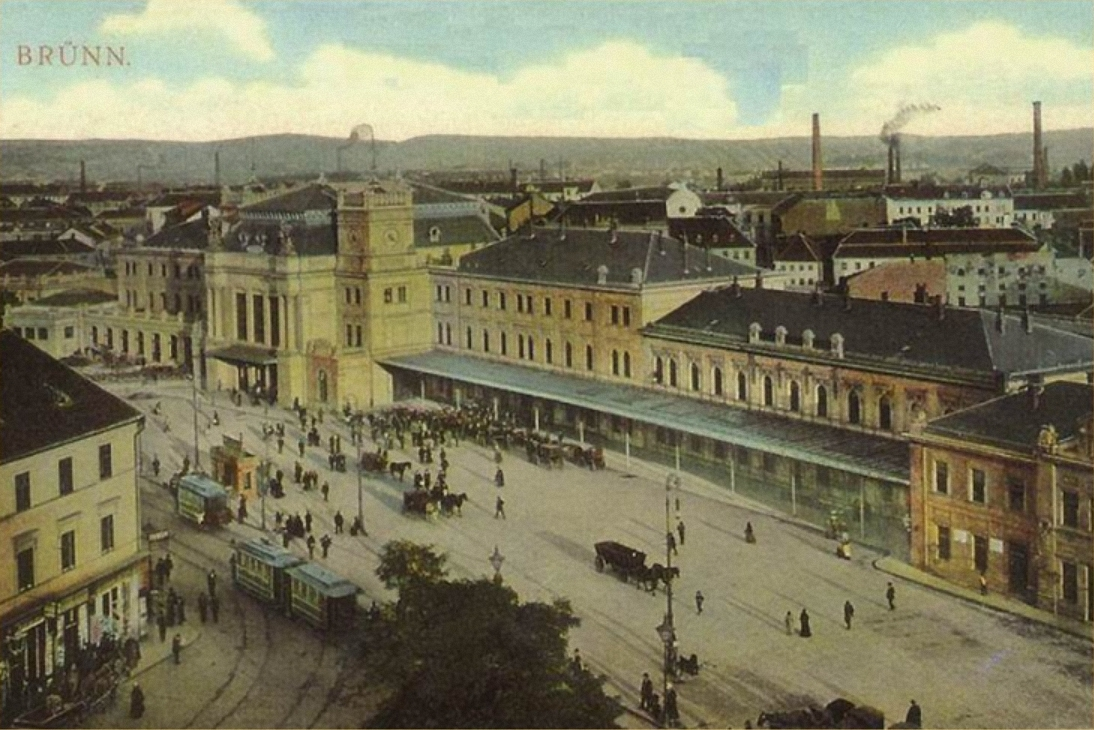
Привокзальная площадь и вокзал Брно-Главный 1908 г.. Хорошо видна правая часовая башня

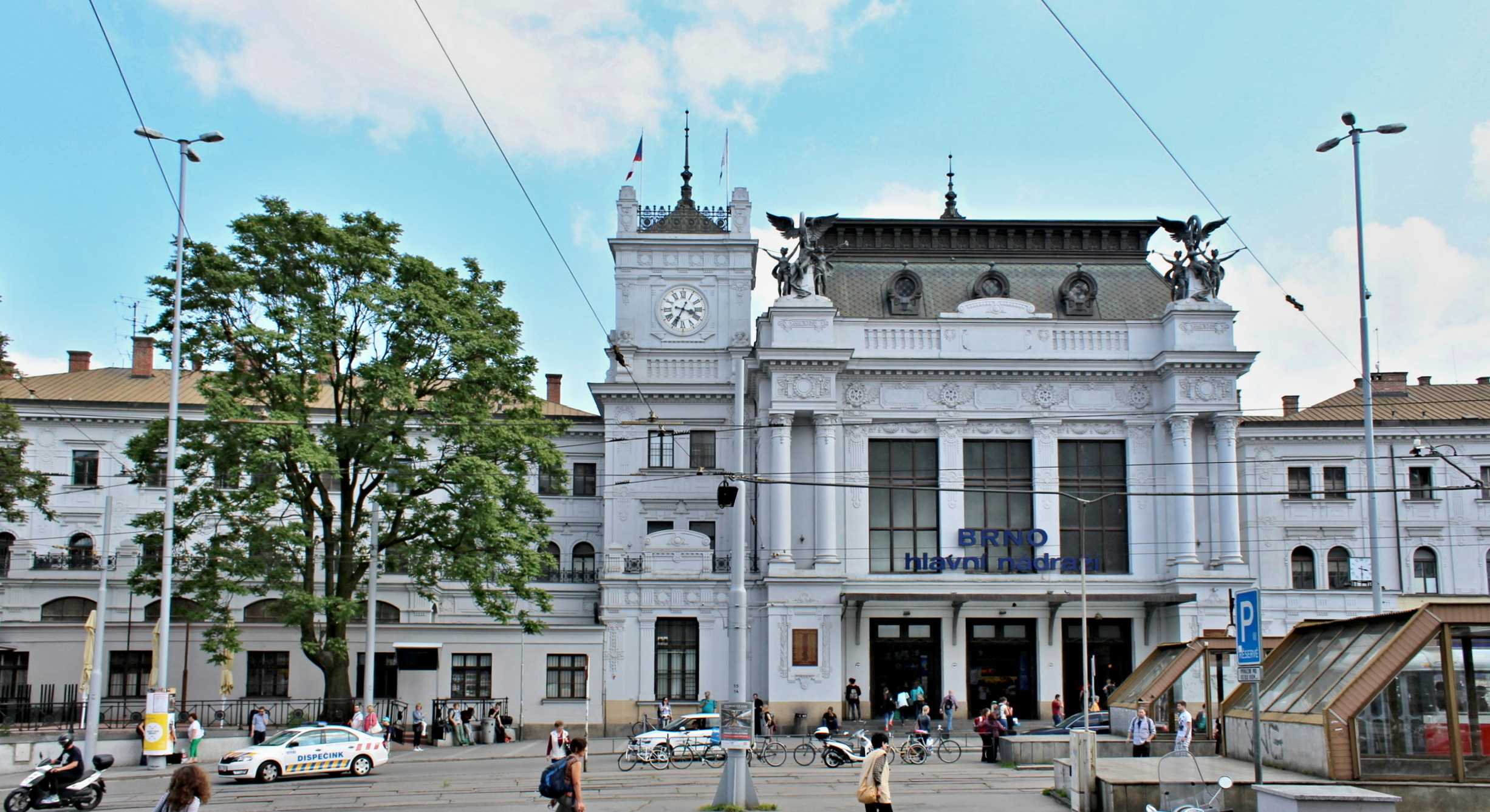
Современный вид вокзала Брно-Главный. Правая часовая башня отсутствует

В период с 1902 по 1905 гг. вокзал снова был перестроен. Вместо скромного невысокого корпуса, соединявшего «Северный» и «Государственный» вокзалы, по проекту архитектора Йозефа Небегостены был построен пышный вестибюль в стиле ар-нуво, высотой равный боковым крыльям и украшенный впечатляющим портиком в два этажа. По бокам корпус был обрамлен двумя часовыми башнями. Внутри вестибюля был создан двухсветный зал-конкорс, размером 18х25 метров. Вокзал был снабжен подземным переходом к островной платформе №4.
В 1904 году станция Брно-Северный была соединена с построенной в 1856 году станцией Брно-Росицкий (ныне это станция Брно-Нижний, после чего с нее стало возможным отправление поездов во всех направлениях. В 1906 году Северная железная дорога Императора Фердинанда была национализирована, так что станция стала единой и получила название Брно-Главный (нем. Centralbahnhof).  
Во время Второй мировой войны вокзал существенно пострадал, в частности, была уничтожена правая часовая башня, которая после войны не восстанавливалась. Внешняя отделка и частично внутреннее убранство вокзала были обновлены в 1947 году архитектором Богуславом Фуксом. Последняя большая реставрация вокзала проводилась в 1988 году.

## Описание станции

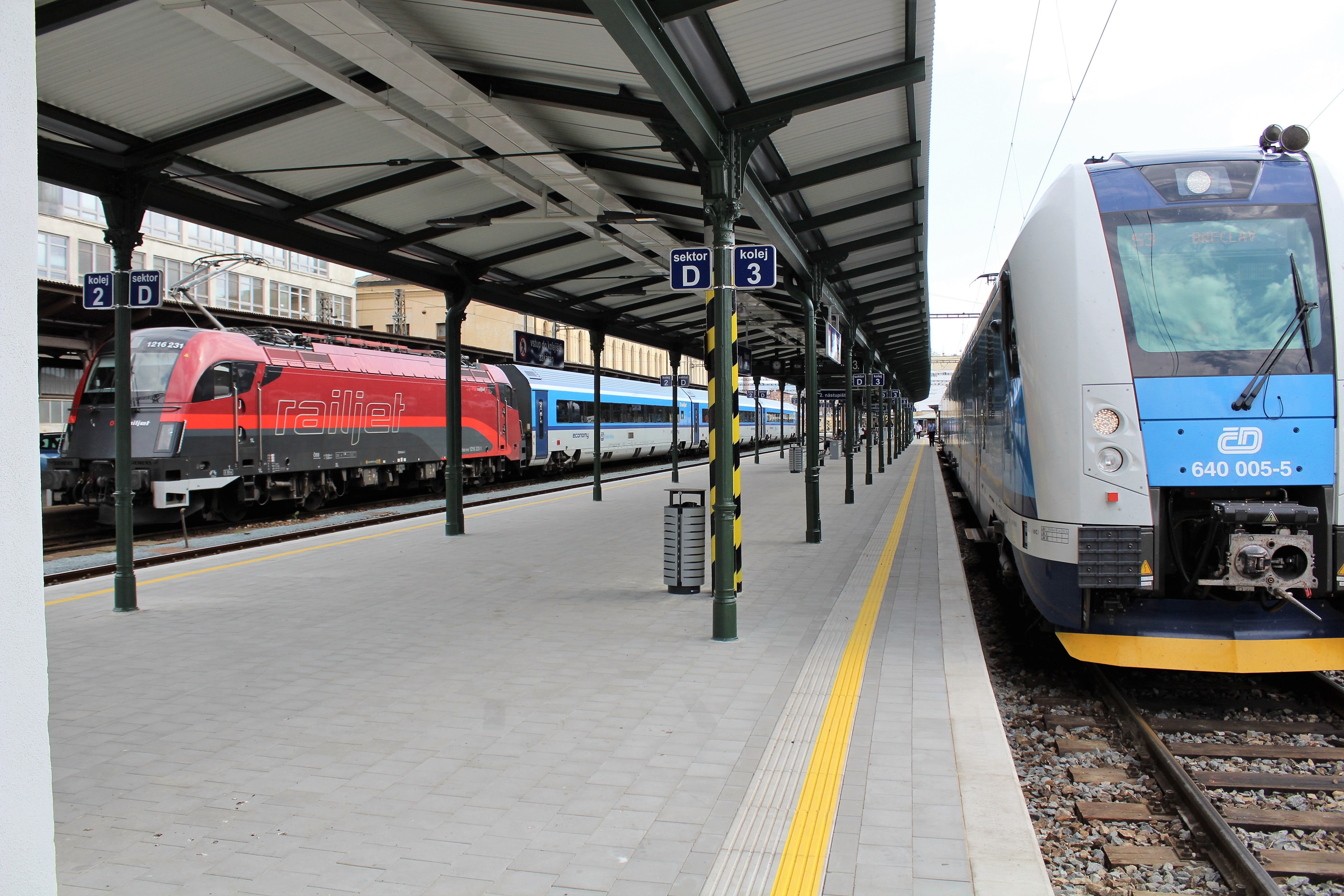
Платформа №2 после ремонта (июль 2016 г.)

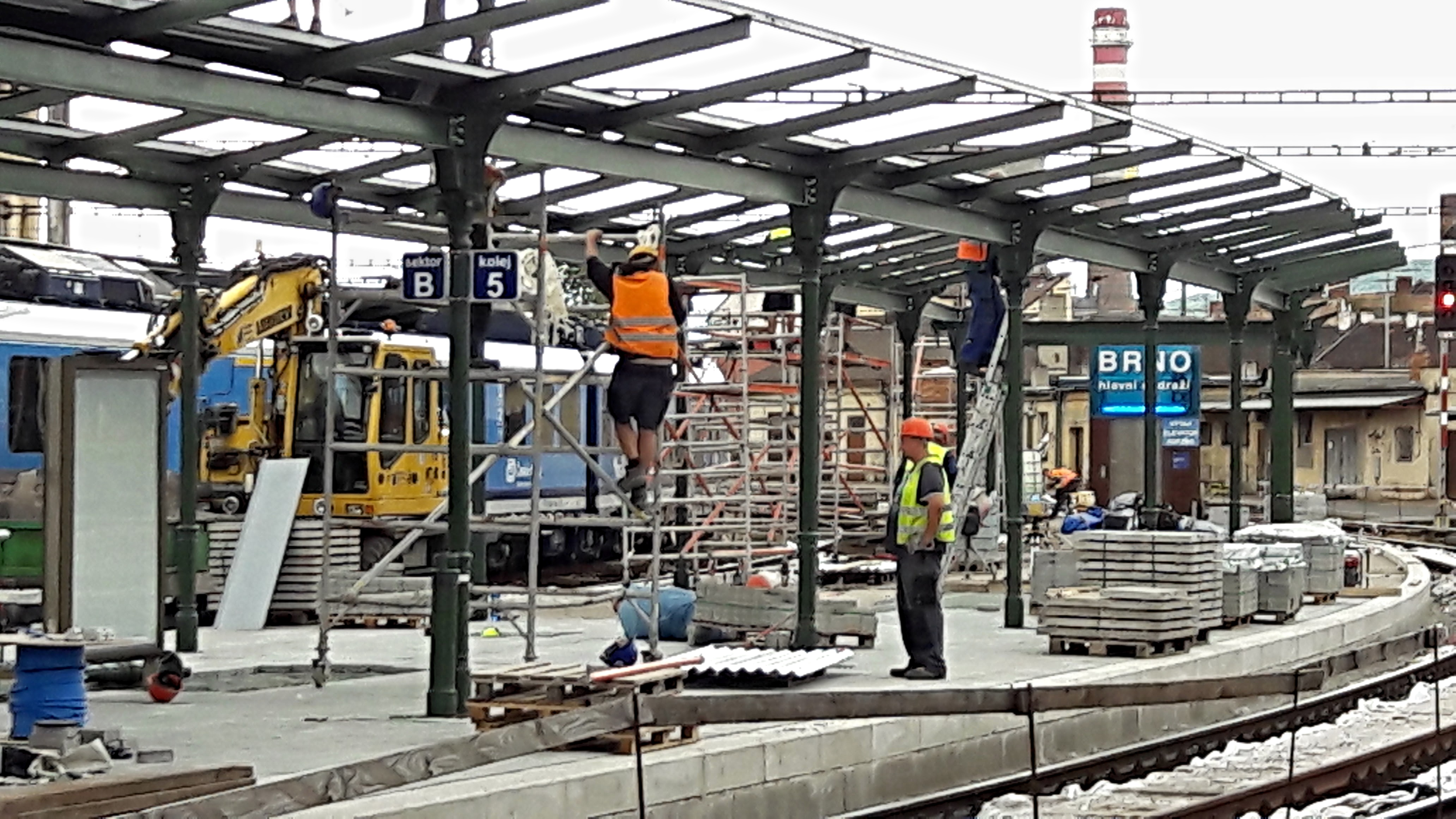
Текущий ремонт платформы №3 (сентябрь 2016 г.)

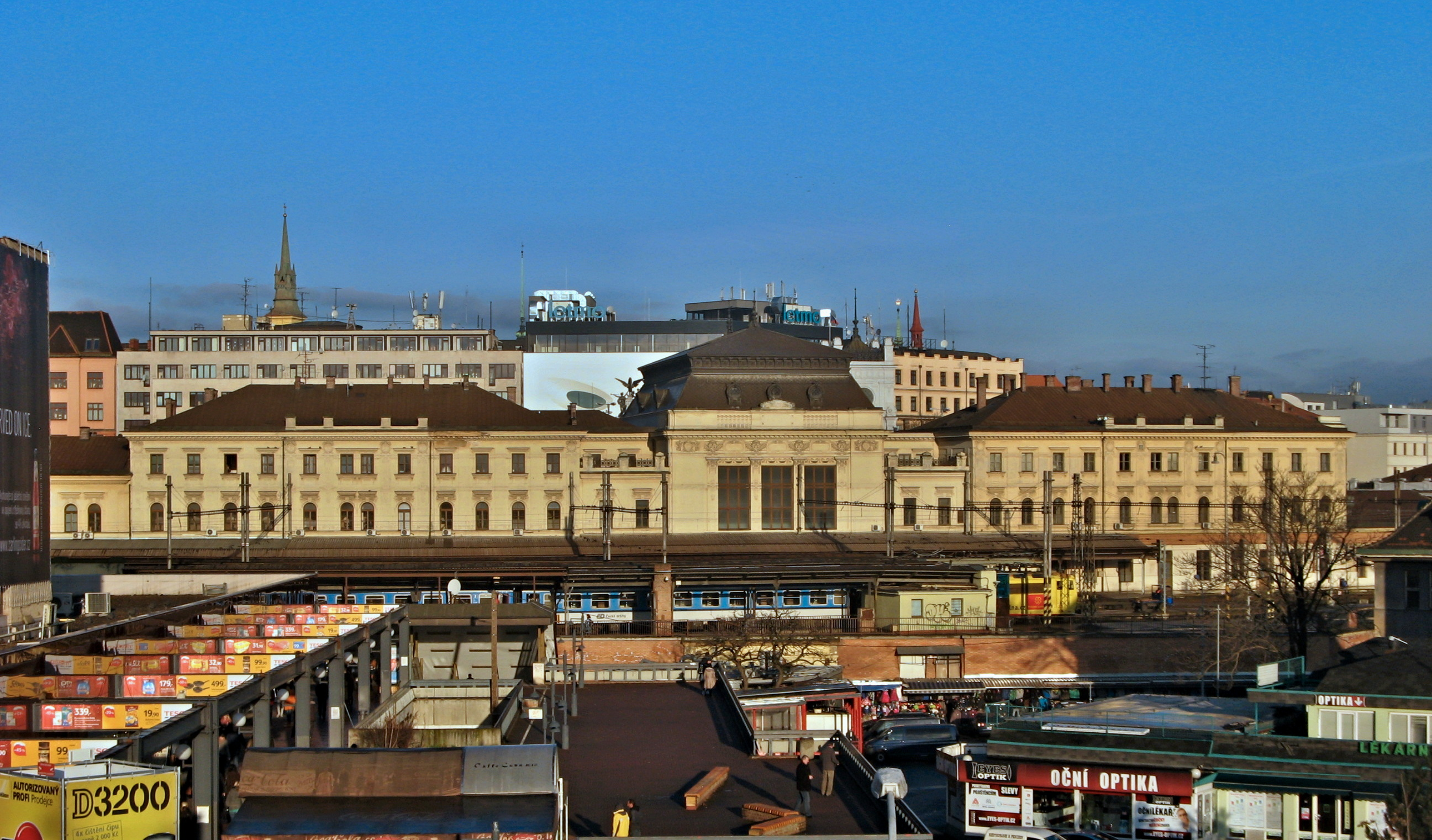
Вид на станцию и здание вокзала со стороны галереи Ваньковка

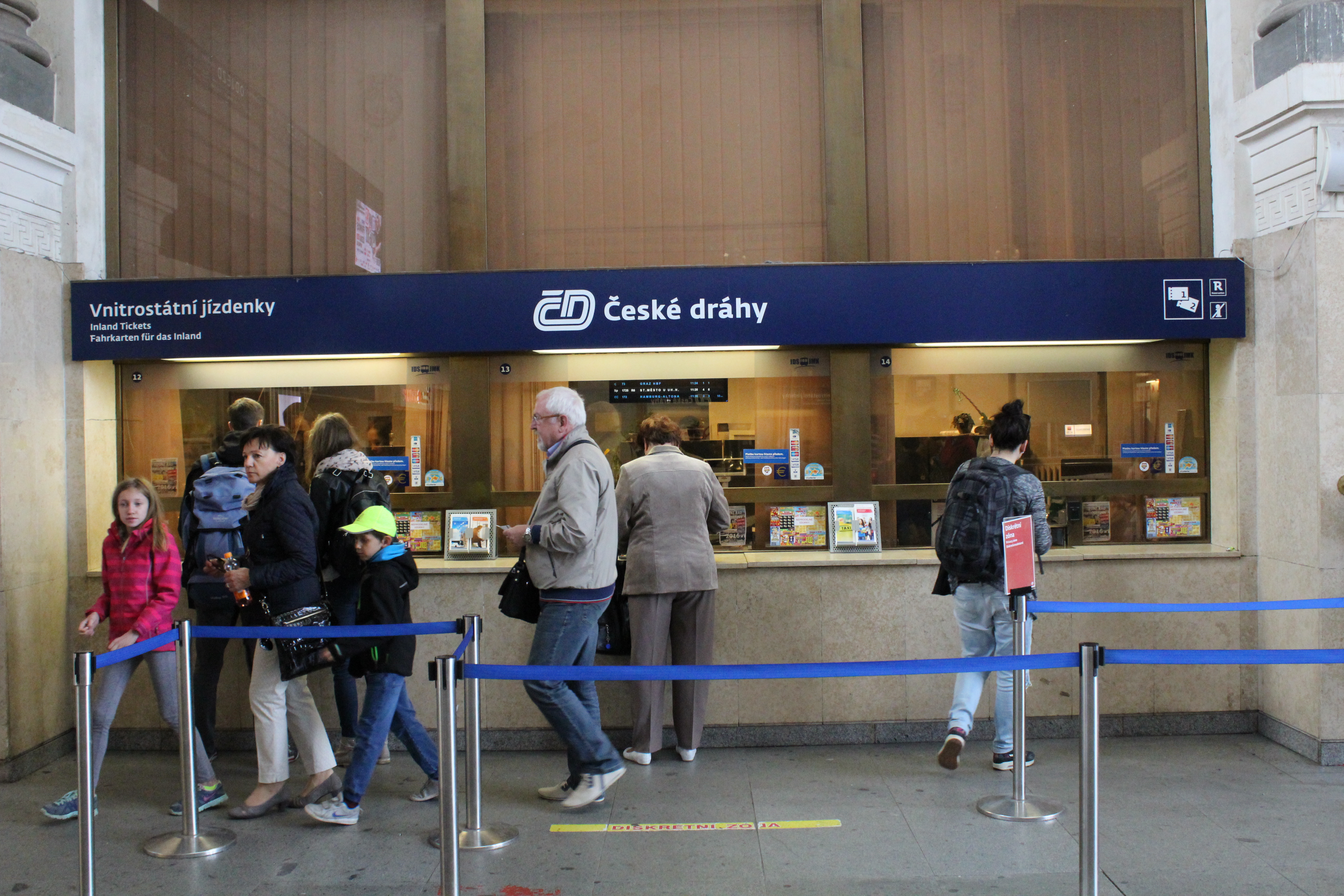
Кассовый зал

Железнодорожная станция Брно является комбинированной по своему построению, сочетая как транзитные, так и тупиковые пути. На ней имеются 4 транзитных платформы (из них две островных), обслуживающие 6 путей, и 2 тупиковых платформы — всего 6 платформ. Транзитные платформы, длиной 415 и 310 метров, имеют в плане изогнутость в форме латинской буквы S, что сложилось исторически и вызвано расположением станции на месте городских фортификационных укреплений. Тупиковые платформы прямые, имеют длину 350 метров. Ширина платформ составляет 9 метров и более. Перекрытия над тразитными платформами сделаны из чугуна, они исторические, сооруженные в начале XX века. Тупиковые платформы построены после Второй мировой войны и имеют современное перекрытия.

## Перспективы

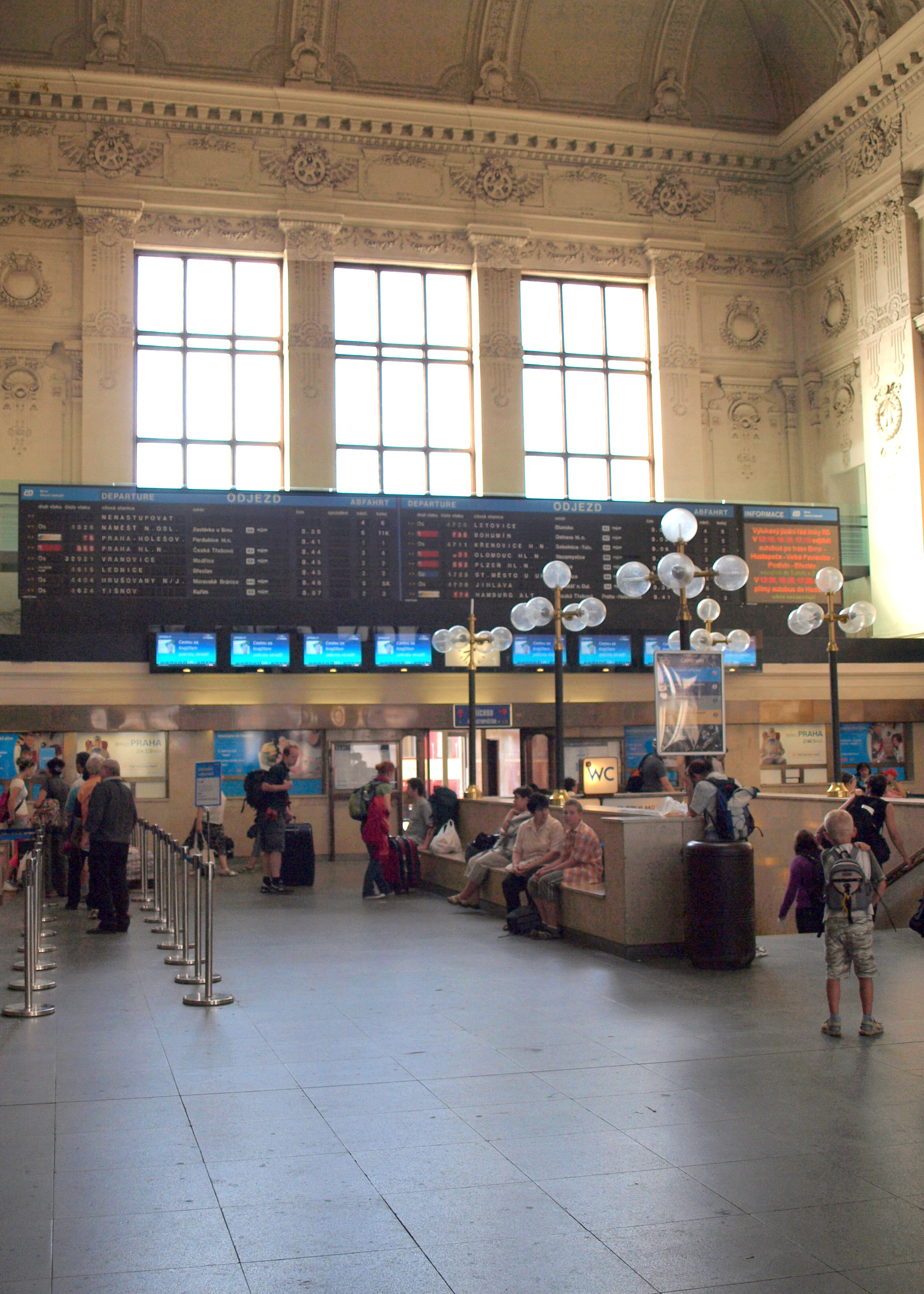
Главный зал вокзала до реконструкции — еще с перекидными табло от фирмы „Солари-ди-Удине“ (заменены весной 2015 г.)

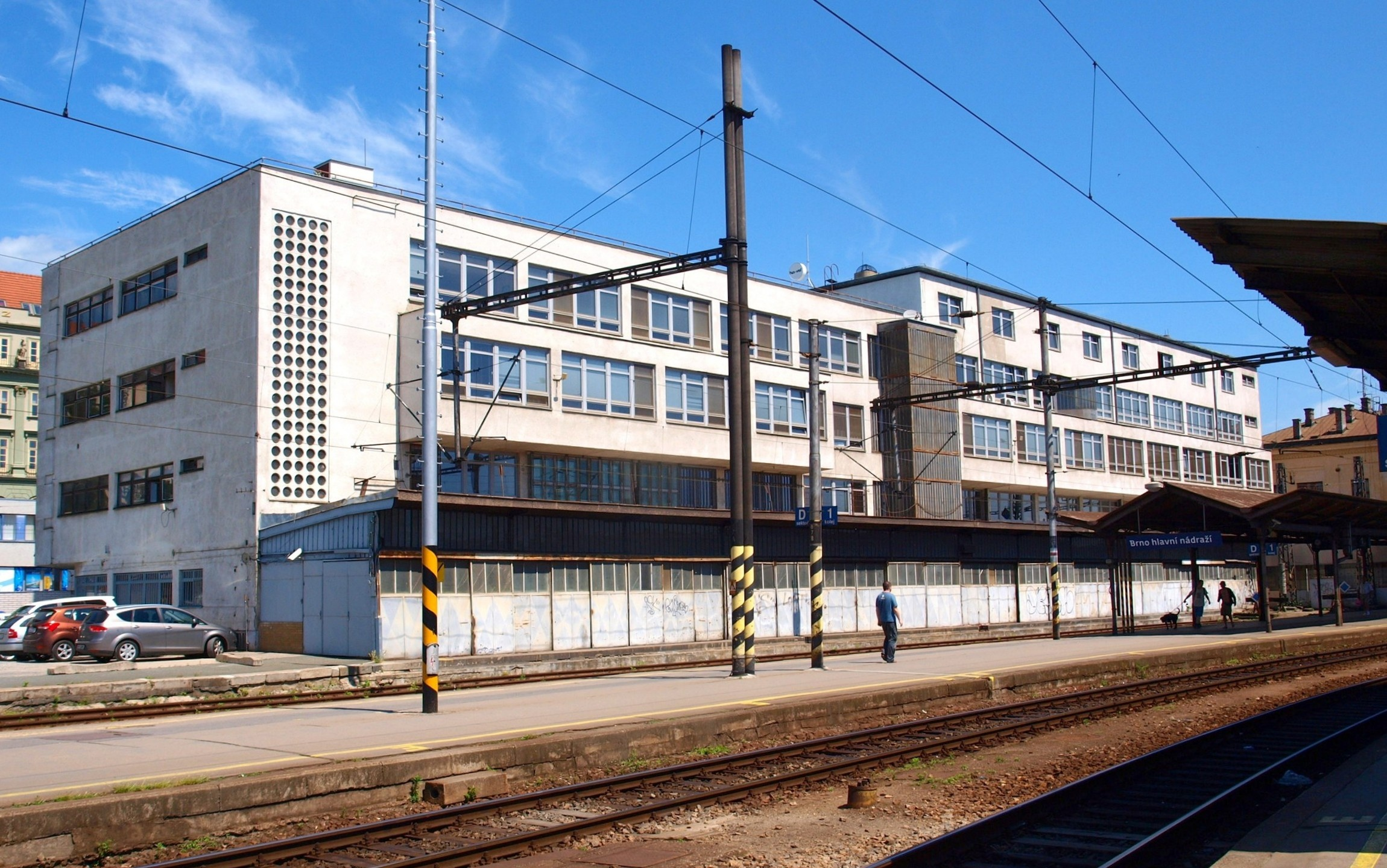
Прижелезнодорожный почтамт, построенный архитектором Богуславом Фуксом

В начале XXI века станция Брно-Главный приближается к пределу своей пропускной способности и остро нуждается в расширении. Однако ее расположение на окраине исторического центра города не позволяет осуществить расширение существующей станции. Проблемы с пропускной способностью особенно проявляются в южной горловине железнодорожной станции, через которую следуют региональные поезда.
В течение нескольких лет обсуждался проект перемещения станции на 960 метров к югу, на место нынешней станции Брно-Нижний. Его противники утверждают, что на новом месте нет удобного городского транспорта, а также что путь к центру города от нового вокзала станет намного дольше, чем в настоящее время. Кроме того, осуществление переноса станции потребует весьма больших финансовых затрат.
Было проведено два референдума. В 2004 году 85% проголосовавших высказалось за оставление станции на прежнем месте, однако референдум был признан несостоявшимся из-за недостаточной явки избирателей (проголосовало 25% жителей Брно, имеющих право голоса — при тогдажней норме 50%). Поэтому в 2009 году было решено приостановить обсуждение вороса на два года. Финансовые трудности и необходимость отложить обсуждение оставили решение вопроса открытым. На втором референдуме в 2016 году 80,94% проголосовавших снова высказадлись за модернизацию станции при условии ее оставления на прежнем месте. Однако референдум снова был признан несостоявшимся: при новой норме явки избирателей 35% проголосовало только 23,83% имеющих право голоса.
Вопрос о переносе станция Брно-Главный на новое место остается открытым.

## Галерея

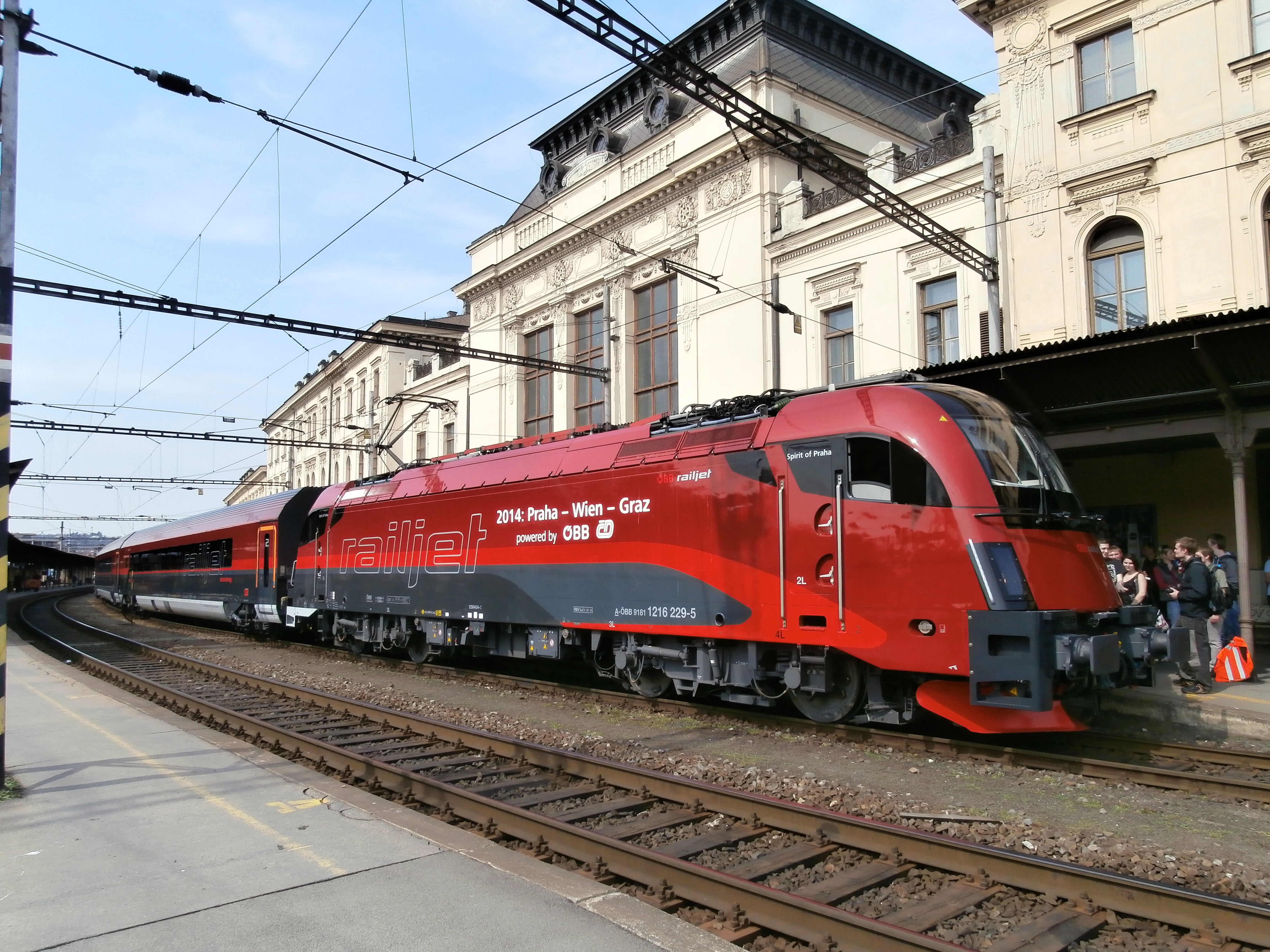
Поезд Railjet стоит у платформы №1.
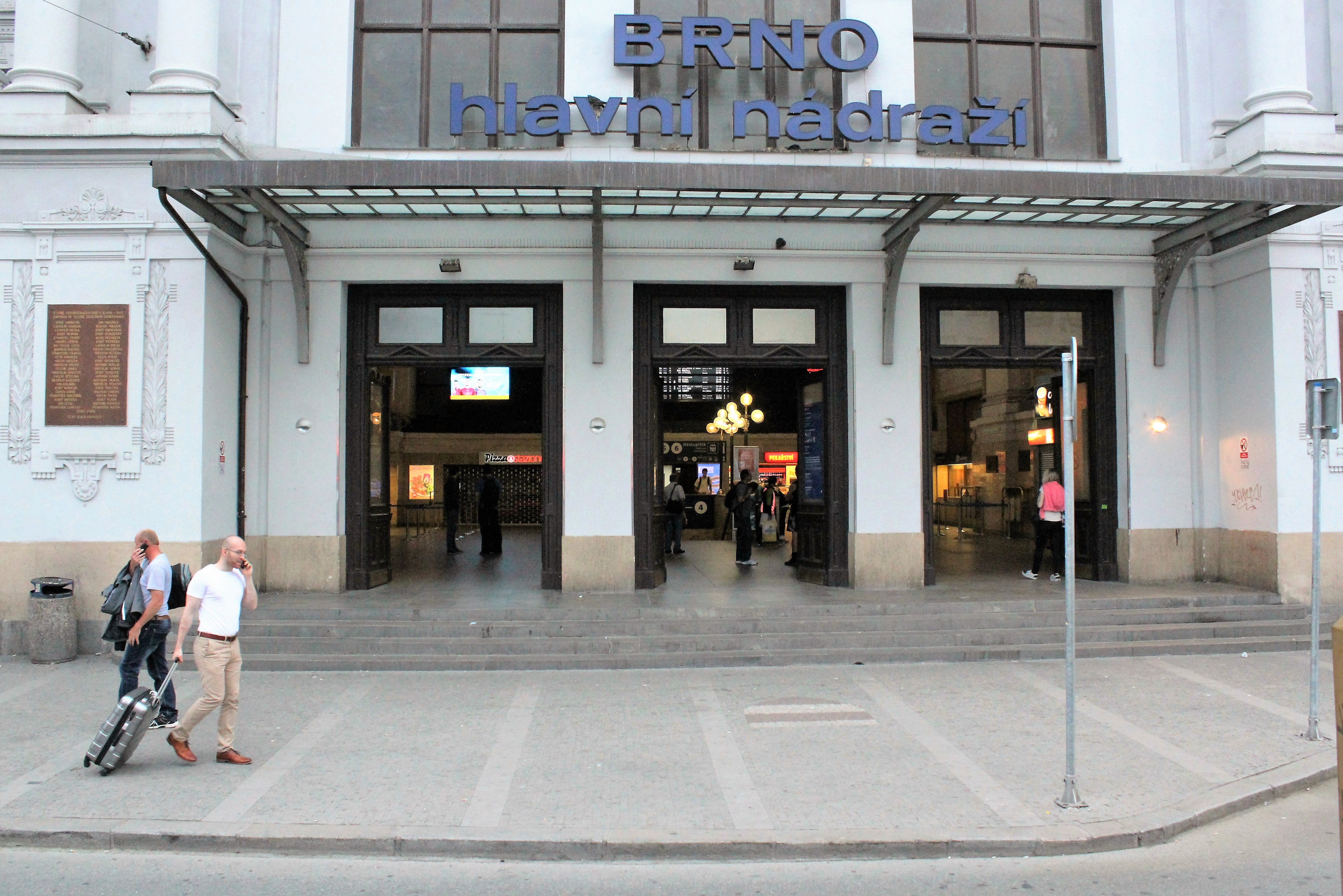
Вокзал станции Брно-Главный — главный вход
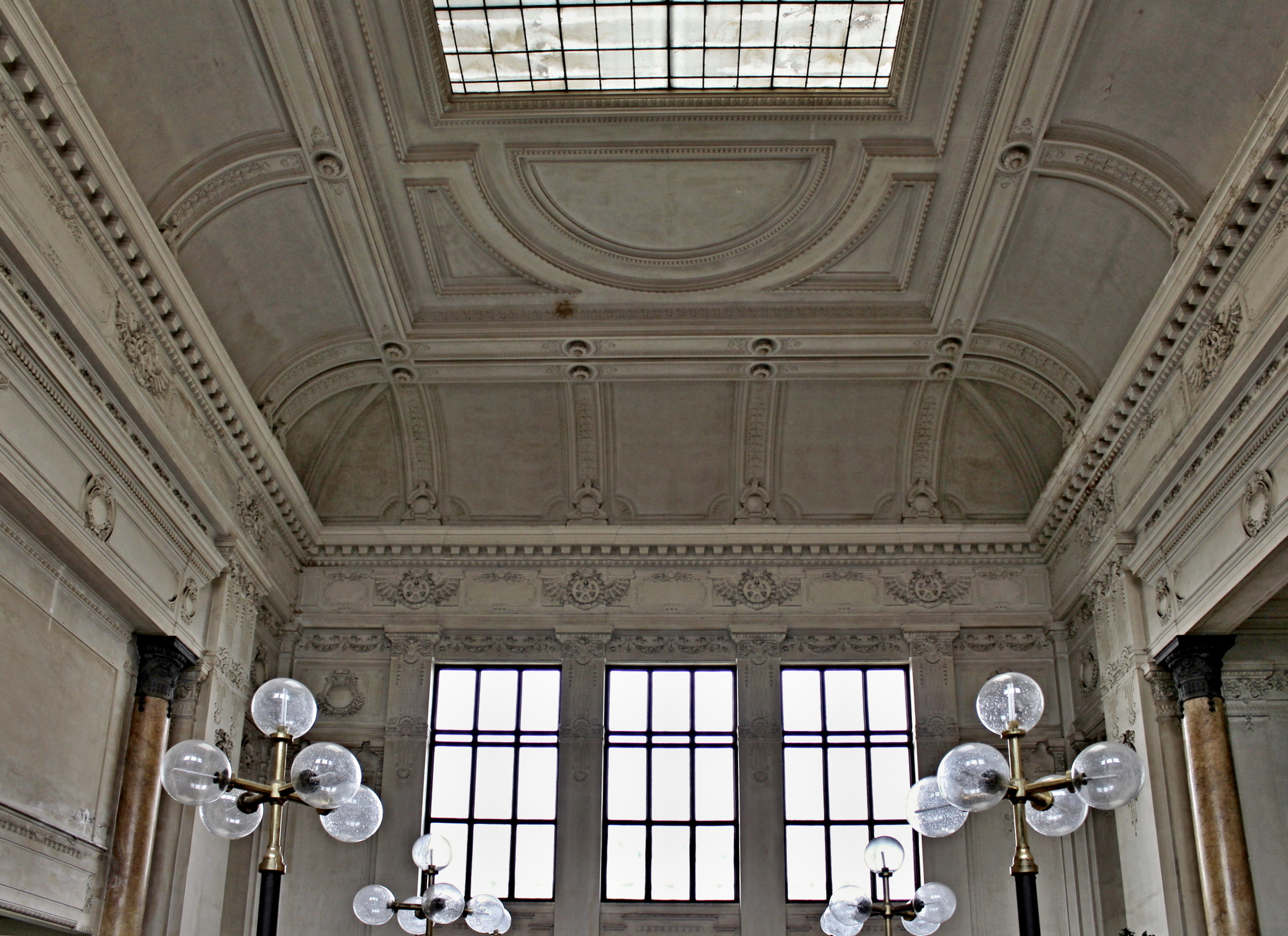
Главный зал вокзала до реконструкции
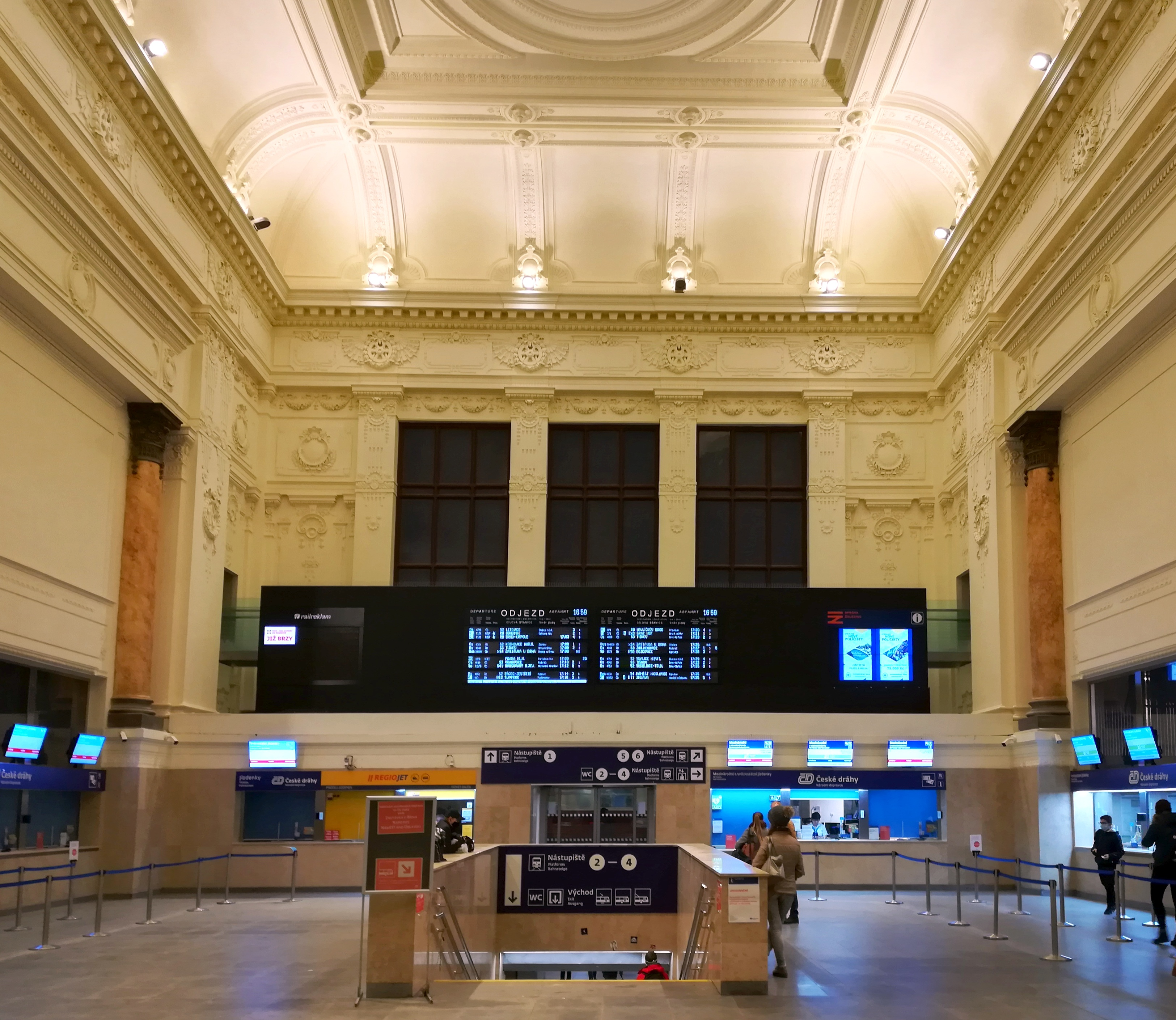
Главный зал вокзала после реконструкции
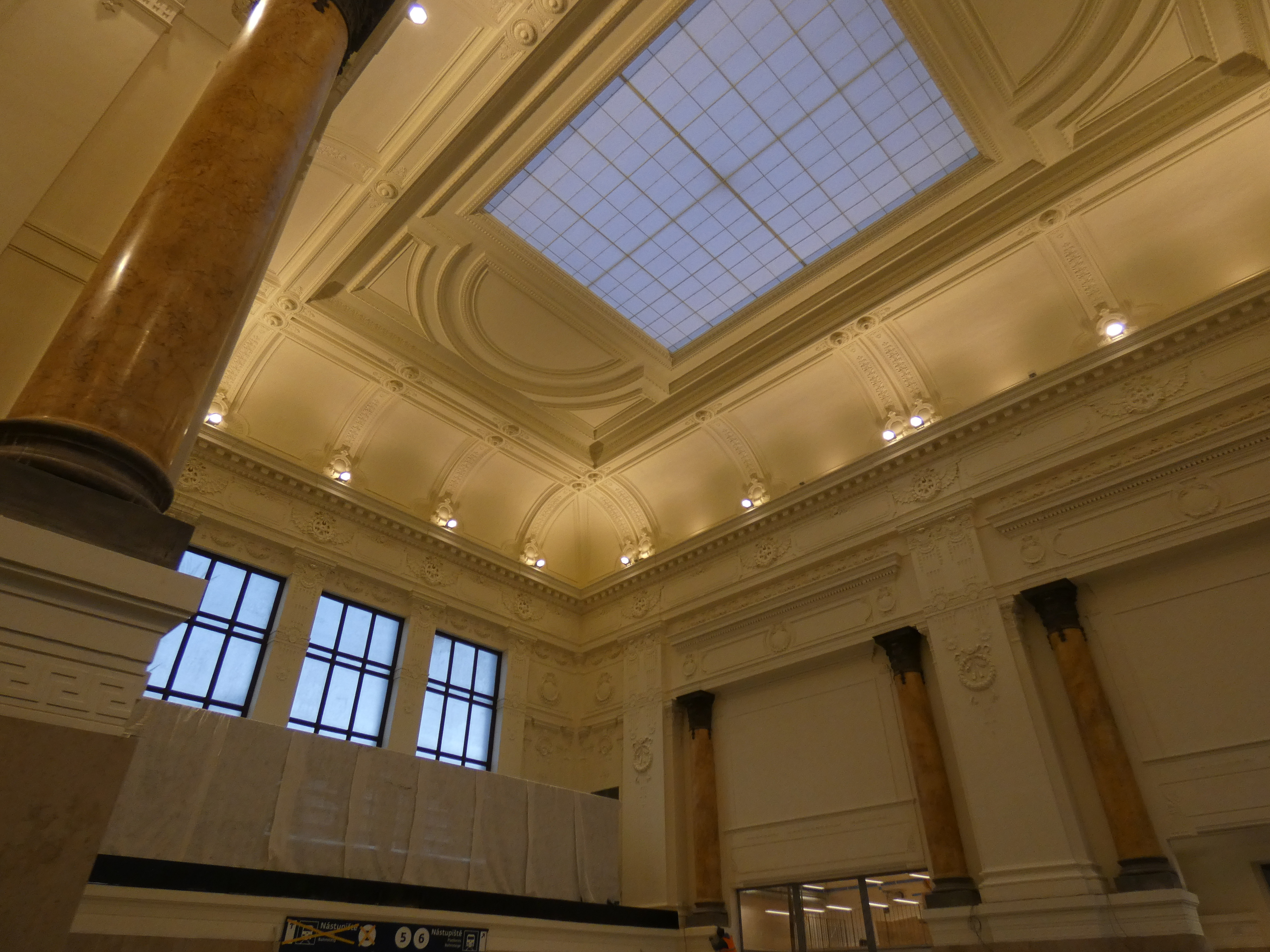
Главный зал вокзала за несколько дней до окончания перерыва в движении
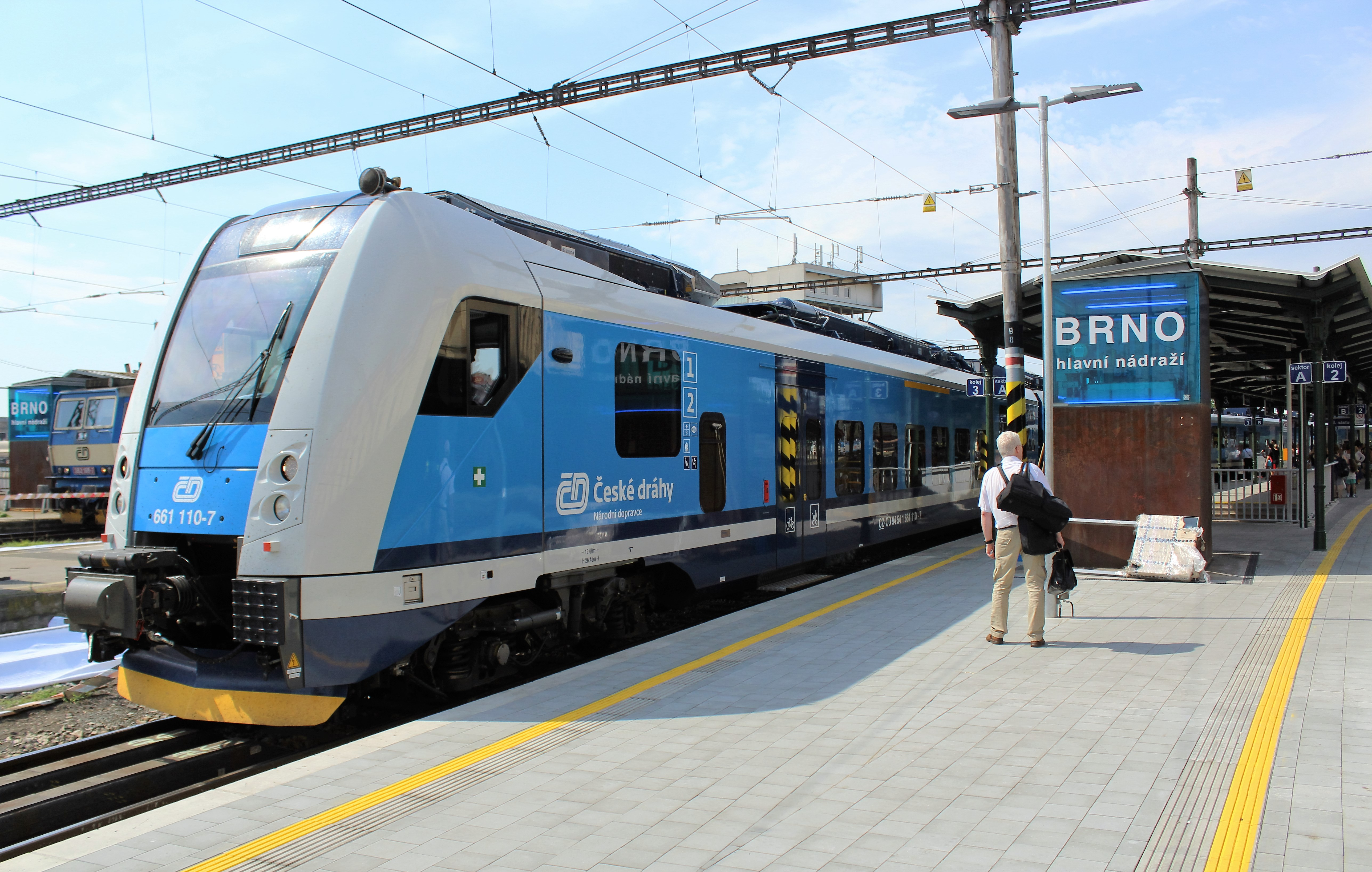
Платформа
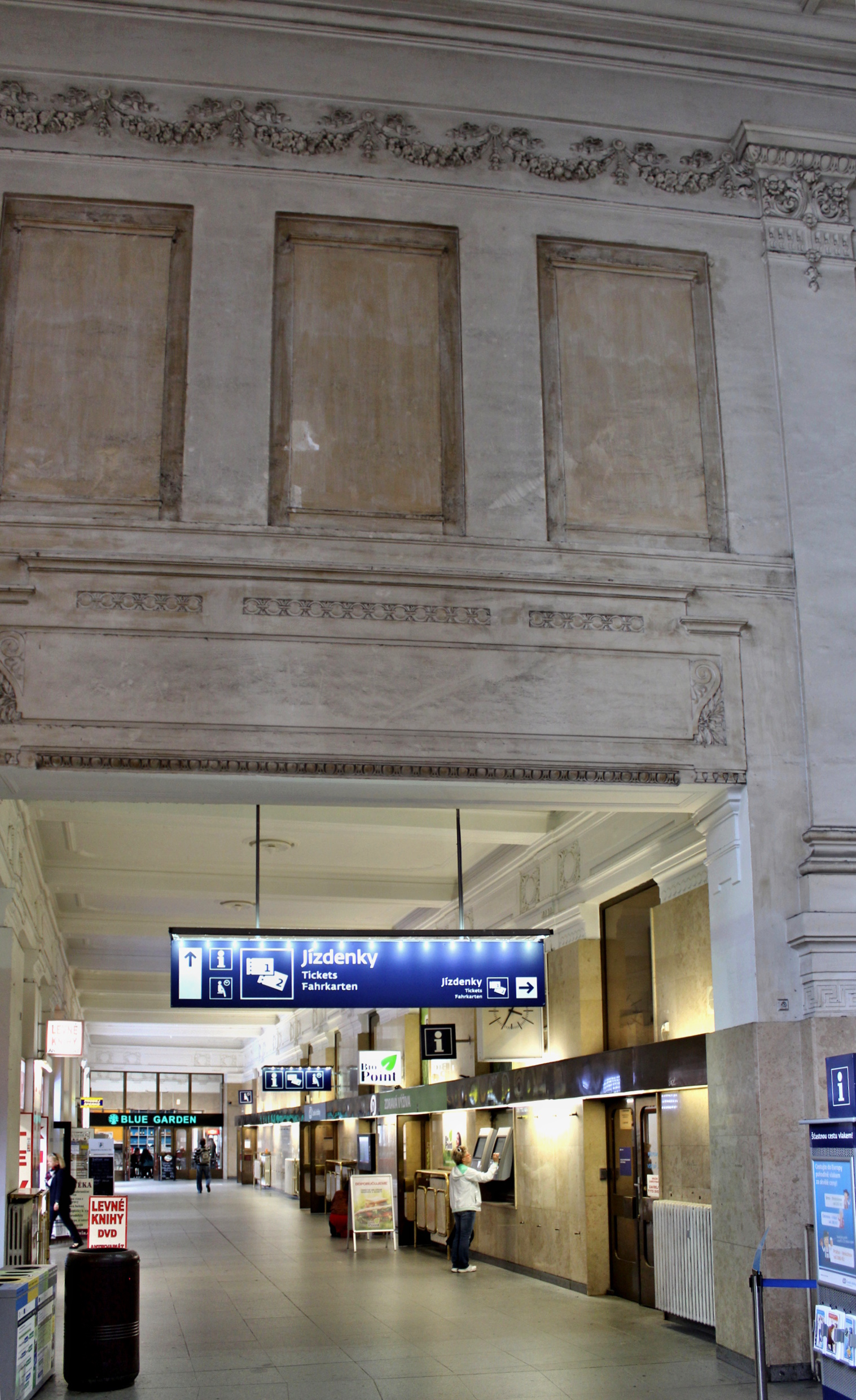
Проход, ведущий в главный зал
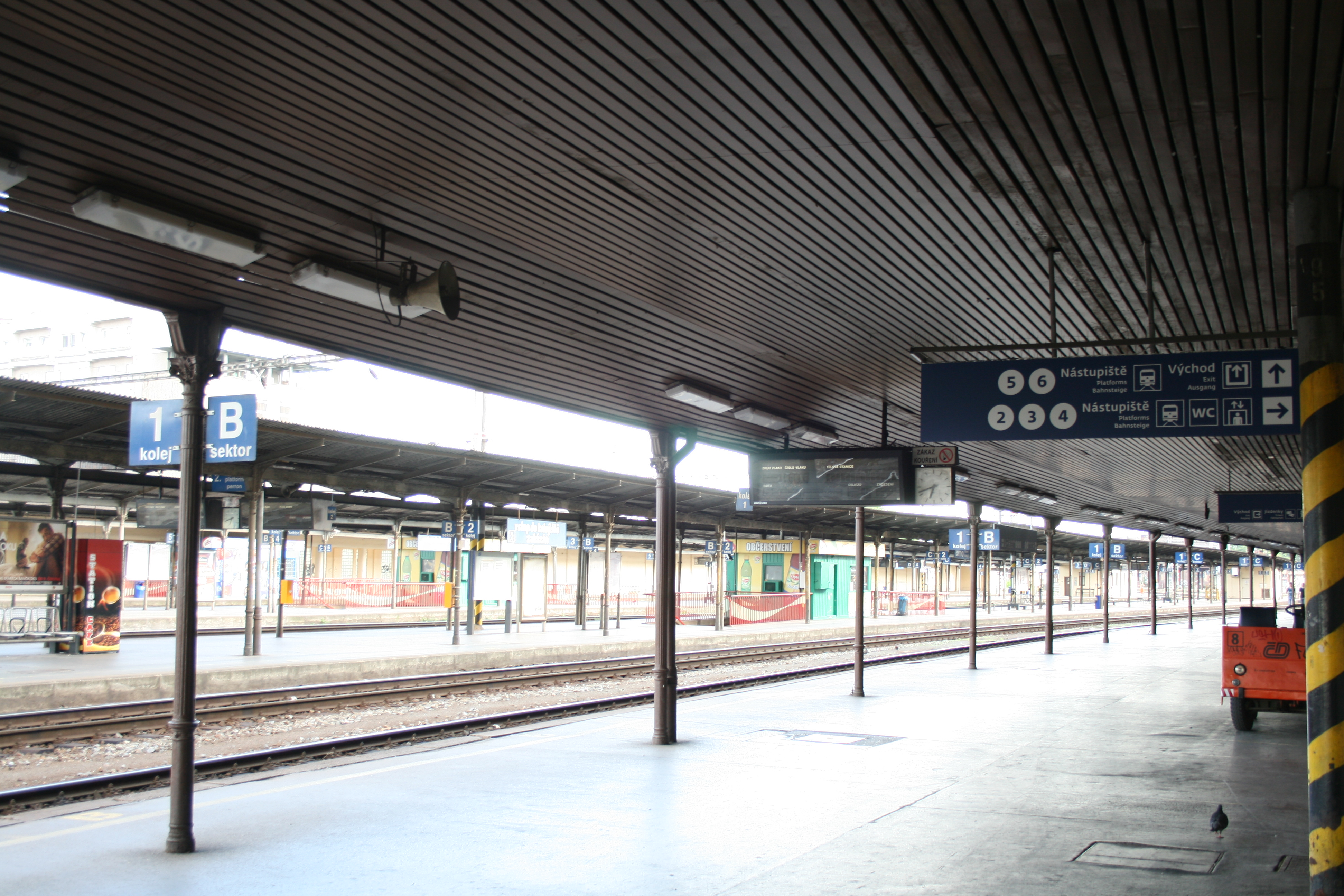
Платформа
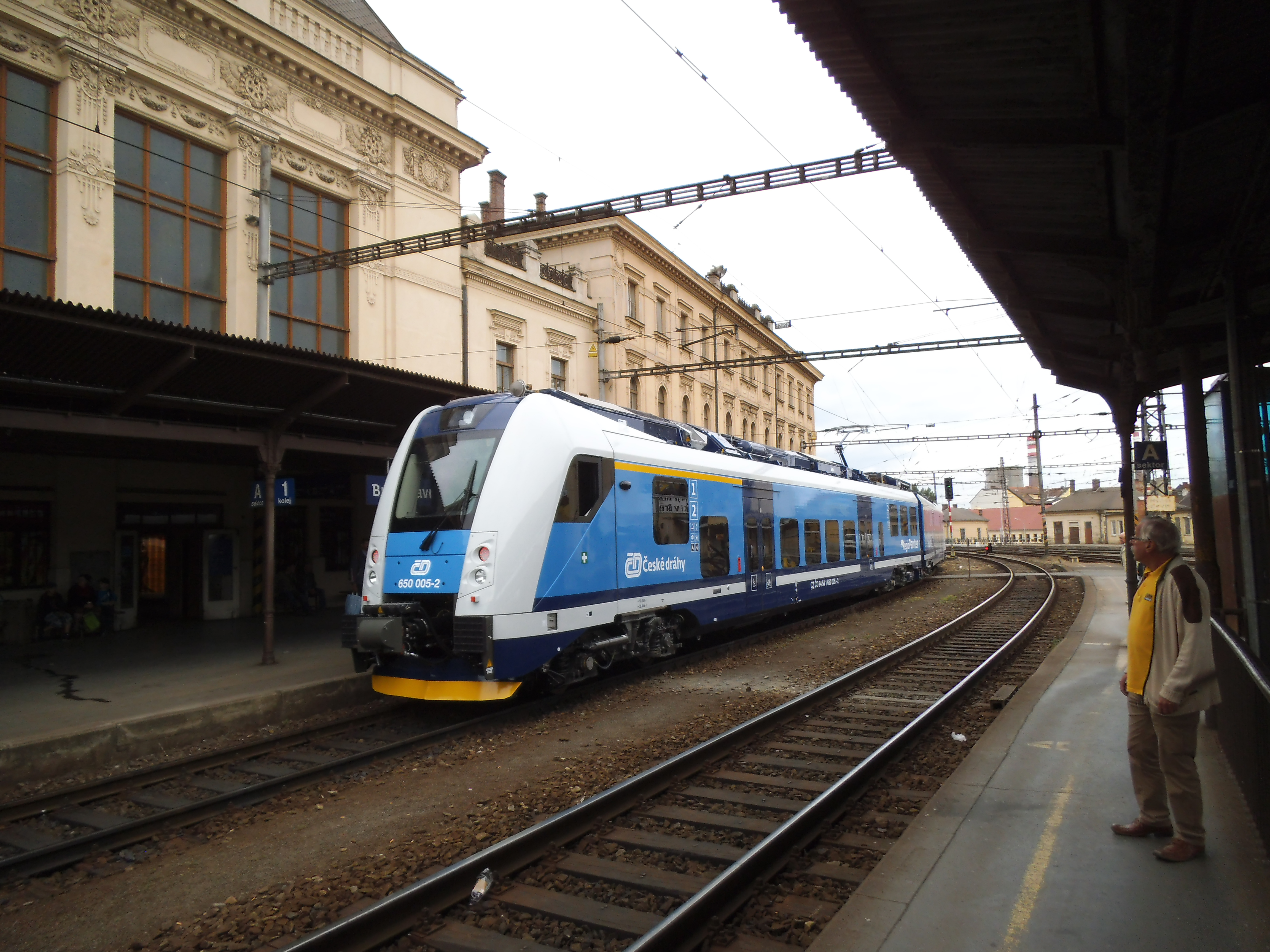
Поезд RegioPanter, серия 650, прибывает к платформе №1 возле главного корпуса вокзала
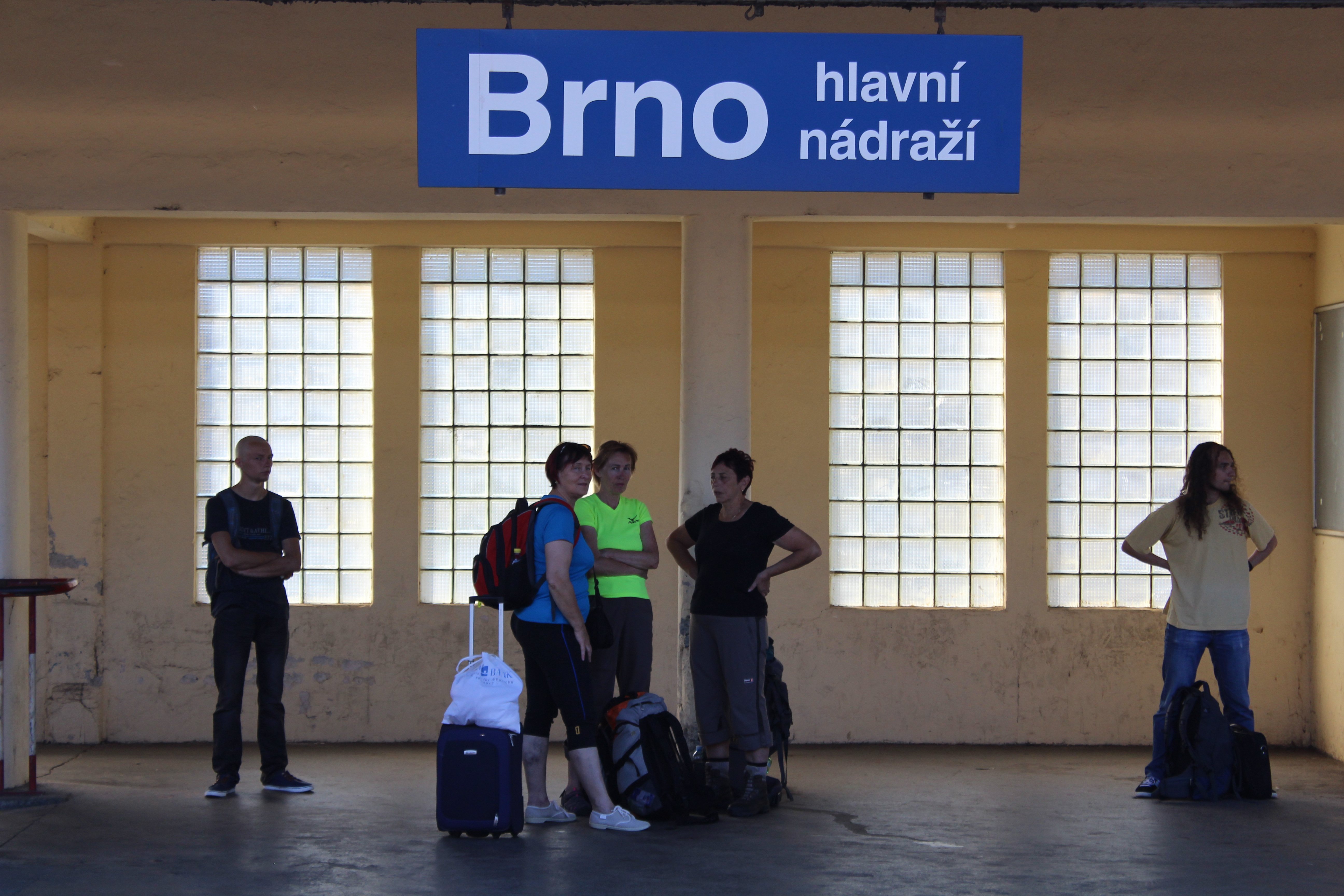
платформа №4

## Похожие статьи
- Трамвай в Брно

## Внешние ссылки
- Brno hlavní nádraží, cd.cz (официальный сайт)